# All These Things I Hate (Revolve Around Me)
«All These Things I Hate (Revolve Around Me)» — песня валлийской рок-группы Bullet for My Valentine. Песня была издана в качестве третьего сингла с дебютного альбома The Poison. Релиз сингла состоялся через лейбл Sony BMG Recordings в Германии 3 февраля 2006 года и через лейбл Visible Noise 7 февраля в Великобритании.
Изначально песня была издана на мини-альбоме Jeff Killed John EP в 2003 году.

## Трек-лист немецкого издания сингла
All These Things I Hate (Revolve Around Me) CD1
1. «All These Things I Hate (Revolve Around Me)»
2. «Room 409» (Live)

All These Things I Hate (Revolve Around Me) CD2
1. «All These Things I Hate (Revolve Around Me)»
2. «Room 409» (Live)
3. «Seven Days»
4. «My Fist, Your Mouth, Her Scars»
5. «All These Things I Hate (Revolve Around Me)» (music video)

## Британский релиз
Британский релиз сингла состоялся 7 февраля 2006 года. Сингл состоял из двух дисков
All These Things I Hate (Revolve Around Me) CD1
1. «All These Things I Hate (Revolve Around Me)»
2. «Seven Days»

All These Things I Hate (Revolve Around Me) CD2
1. «All These Things I Hate (Revolve Around Me)»
2. «My Fist, Your Mouth, Her Scars»
3. «Enhanced Content»

## Участники записи
- Мэттью Так — ведущий вокал, ритм-гитара
- Майкл Пэджет — ведущая гитара, бэк-вокал
- Джейсон Джеймс — бас-гитара, вокал
- Майкл Томас — ударные